# Noah Sow
Swami Dhyānānanda Saraswati (* 1974 in Bayern als Noah Sow) ist eine deutsche Autorin, Musikerin, Moderatorin, Künstlerin und Aktivistin. Sie engagiert sich in unterschiedlichen Projekten der Antirassismus-Arbeit.

## Leben
Noah Sow wurde 1974 in Bayern geboren und wuchs dort auf. Von 1990 bis 2007 war sie als Radiomoderatorin, -Produzentin und -Redakteurin tätig und arbeitete für die Sender 1 Live, hr3, SWF3, Radio Fritz und You FM sowie als TV-Moderatorin für das HR- und WDR-Fernsehen.
2001 war sie Mitglied der Jury in der Casting-Show Popstars, stieg allerdings während der Staffel aus, weil sie den von einem ihrer Ansicht nach „unmöglichen Menschenbild“ geprägten Umgang mit den Kandidaten nicht mehr mittragen wollte. Von 2001 bis 2004 lebte sie in Brooklyn in New York City, wo sie sowohl mit ihrer eigenen Band als auch mit der Gruppe Anarchists of Colour auftrat.
Am 19. Dezember 2023 gab sie ihr Coming-Out als non-binäre Person und damit ihren Namenswechsel bekannt.

## Publizistische Tätigkeit
Sie war die Vorsitzende des von ihr 2001 in Hamburg gegründeten Media-Watch-Vereins Der braune Mob, dessen Ziel es war, „dass die Darstellung Schwarzer Menschen in deutschen Medien und der Öffentlichkeit fair und ohne Diskriminierung erfolgt.“
2000 nahm sie am Musikprojekt New Rock Conference teil, dabei entstand mit zahlreichen Künstlern das Lied Heal Yourself. Der Erlös aus dem Verkauf der Singles wurde an die Nordoff-Robbins-Stiftung gespendet.
2003 strahlte der WDR ihr Hörspieldebüt Underground aus, bei dem sie Buch, Komposition, Produktion und eine Sprecherinnenrolle übernahm. Die Audio- und Musikproduktion führte sie in Zusammenarbeit mit Jonathan Bepler in New York durch. In weiteren Sprecherrollen wirkten unter anderem Marc Hosemann, Lars Gärtner und Matthias Koeberlin mit. 2005 wurde Noah Sow in dem Dokumentarfilm Black Deutschland (Regie: Oliver Hardt) porträtiert. Für die Hörbuch-Reihe der Kampagne Laut gegen Nazis las sie 2007 aus dem Buch Eichmann in Jerusalem.
Im Juni 2007 veröffentlichte sie mit ihrer damaligen Band Noah Sow & das Heimlich Maneuver bei Warner Music Group die Single Es brennt hier drin. Das Video dazu wurde im Stadion des FC St. Pauli gedreht. Das Debütalbum ihrer neuen Band Noiseaux erschien im September 2009 als „Afropunk, Landeszentralpunk, post-whatever“ auf ihrem Label Jeanne Dark Records und trägt den Titel Out Now.
Von 2008 bis 2009 war Sow Mitglied der Gruppe Sisters Keepers, mit der sie im Februar 2008 beim Bundesvision Song Contest 2008 auftrat und Tourneen in Deutschland und im Senegal absolvierte, darunter Konzerte mit der WDR Big Band, in der Philharmonie Köln und in Essen. Für das Schulfernseh- und Lehrmittelformat Die Schulstunde als Talkshow (WDR und Bundeszentrale für politische Bildung) begleitete Sow von 2008 bis 2010 in Reportagen junge Erwachsene bei schwierigen Lebensentscheidungen.

### Deutschland Schwarz weiß
2008 veröffentlichte Sow im C. Bertelsmann Verlag das Buch Deutschland Schwarz weiß: der alltägliche Rassismus. Die Gründe für einen latenten Rassismus in Deutschland sieht sie in Erziehung, Tradition und Nicht-Aufarbeitung der Kolonialgeschichte. Die deutsche Öffentlichkeit sei nach wie vor rassistisch und habe alte rassistische Bezeichnungen nur gegen neue ausgewechselt: „Auch Migrationshintergrund ist so ein getarntes Wort. Die Übersetzung ist einfach ‚Nicht-Arier‘.“ Im Buch stellte sie unter anderem die Forderung nach einem antirassistischen Medienrat.
Die zweite Auflage des Buches erschien im Juli 2009 im Goldmann Verlag. Im Juli 2010 erschien die Hörbuchfassung von Deutschland Schwarz weiß: der alltägliche Rassismus auf dem Label Jeanne Dark Records. Eine überarbeitete Fassung erschien 2018 in Taschenbuchform als Book-on-Demand.

#### Rezeption
In einer Rezension in Die Zeit wurde das Buch 2008 als „ärgerlich“ bezeichnet, da es unterschiedslos und auf beliebige Weise den Vorwurf des Rassismus an jeden hefte, der äußerliche Kennzeichen wie die Hautfarbe auch nur erwähne. Sow betrachte es schon als Rassismus, wenn jemand als „dunkelhäutiger Deutscher“ bezeichnet werde, und nehme alle Weißen generell unter Pauschalverdacht, der durch Widerspruch gegen Sows Vorstellungen dann auch noch bestätigt werden solle.
Die Journalistin Katrin Rönicke stellt wegen des pauschalen Vorwurfs des Rassismus den pädagogischen Effekt des Buches in Frage, da es den notwendigen Respekt gegenüber dem Leser vermissen lasse. Der Stern titelte: „ein kluges, ein wichtiges Buch“. Das Hamburger Abendblatt schrieb in einem Interview: „Obwohl Sow das Phänomen Rassismus sehr detailliert sprachlich, historisch und medial unter die Lupe nimmt, ist ihr Tonfall kein sachlicher, sondern wütend, humorvoll und polemisch. […] Da Sow kontinuierlich das Selbstverständnis hinterfragt, mit der die deutsche weiße Mehrheit normal und abweichend definiert, ist die Lektüre eine unbequeme, aber lohnende. […] Sow freut sich, dass ihr Buch in einem Popularverlag wie Bertelsmann erscheint, ohne dass sie die Lust der Branche nach biografischen Leidensgeschichten bedienen muss.“

#### Weiterentwicklung
Auf Basis ihrer Lesungen zum Buch Deutschland Schwarz weiß produzierte Sow eine interaktive Multimedia-Bühnenshow mit Stand-up-Comedy, Videoclips, Live-Hörspiel, Quiz, Rap und Kurzlesungen, die sogenannte Edutainment Attacke!. Auf der Bühne steht dabei neben Noah Sow auch der Londoner Essayist und Soziologe Mutlu Ergün. Seit 2009 ist dieses Bühnenprogramm in Deutschland auf Tournee, unter anderem im Rahmen des Black History Month sowie im Auftrag der Bundeszentrale für politische Bildung und verschiedener Nichtregierungsorganisationen oder beim Festival contre le racisme.

## Werke

### Hörspiele/Hörbücher
- 2003: Underground, Buch, Komposition, Produktion und eine Sprecherinnenrolle
- 2007: Die Ferienbande und die unerträglichen Schmuggler, Sprecherinnenrolle
- 2010: Deutschland Schwarz Weiss Hörbuch, Doppel-CD und CD-Rom[23]
- 2015: Radio Meta, Buch, Komposition, Produktion, Musik und alle Sprecherinnenrollen, nominiert für das 7. Berliner Hörspielfestival 2016[24]

### Musik
- ohne Jahr: Noah Sow: You're Loved, Track auf der Compilation Affären, Film-Soundtrack (EMI – 7243 8 30994 2 9, EMI Electrola – 7243 8 30994 2 9)
- 1994: Matrix: Follow Me, 12″-Vinyl (Maxi) (RCA, 74321 25345 1)
- 1995: Matrix: Take A Piece Of Your Heart, 12″-Vinyl (Maxi) (RCA, 74321 25346 2)
- 2000: New Rock Conference: Heal Yourself, CD, Single (Supersonic Records, SUPERSONIC 062, 74321 78610 2)
- 2000: Such A Surge: Der Surge Effekt, Album, Vocals von Noah Sow auf dem Track Wenn Du Fällst (Epic – EPC 496527 5)
- 2007: Noah Sow & Das Heimlich Maneuver: Es Brennt Hier Drin, CD (Warner Music Group, 5051442-1538-2-8)
- 2008: Sisters Keepers: Gender Riots, Album (Echo Beach / Indigo), Beteiligung von Noah Sow am Titeltrack Gender Riots[25]
- 2008: Sisters: Gender Riots (Dubvisionist RMX), mp3-File, Not On Label
- 2009: Noiseaux: Out Now!, Doppel-CD, Album (Artist Station Records, ASR 040)
- 2009: Noiseaux: Stillstand / Cessation (Radio Edit), Single (Jeanne Dark Records)
- 2010: Noiseaux: Romance in White & Brown, CD-Compilation St. Pauli Einhundert and digital (Jeanne Dark Records)
- 2010: Noiseaux: Nothing Stays The Same (immer wieder) mit Short Film collabo, (Jeanne Dark Records)
- 2011: Noiseaux: Stillstand / Cessation (The Remixes), Remix-EP (Jeanne Dark Records)
- 2012: Noiseaux: Spectrum, CD, Album (Jeanne Dark Records, JDRX 001)
- 2012: Noiseaux: chaos, Single (Jeanne Dark Records)
- 2013: Noiseaux: Nodemocracy – The Remixes, EP (Jeanne Dark Records)
- 2014: Noah Sow: well, well, well, Single (Jeanne Dark Records)
- 2015: Noah Sow: Songs From Radio Meta, Album (Jeanne Dark Records)

### Darstellende Kunst
- 2006: Afrodeutsche Interventionen gegen rassistische Verortungstraditionen, Vortrag im Rahmen der Ausstellung Verborgene Geschichte/n – remapping Mozart. Konfiguration I – Wer alles zu verlieren hat, muss alles wagen![26]
- 2013: Variation on Phonographies: Grooves in Sonic Afro-Modernity
- 2013: consolophile double consciousness monologue, Audio, Live-Solo-Performance, aufgenommen und auf 33″-Vinyl geschnitten[27]
- 2013: Stupid White Men Halloween, Performance in Reaktion auf Günter Wallraff[28]
- 2013: More than Rest, performance lecture im öffentlichen Raum[29]
- 2013: Rest Rooms – Moment Griotage, Performance, Premiere im Theater Ballhaus Naunynstraße Berlin am 21. Februar 2013[30]
- 2013: Backstreet Voices Power Trip, dezentrale Klanginstallation im öffentlichen Raum, Ballhaus Naunynstraße Berlin, 28. August – 30. September 2013
- 2014: Readymade Spirituality Remix – The Mysterious™ Strikes Back, Multimedia-Altar-Installation, ausgestellt im Frappant Hamburg
- 2014: Act of Wellness – Noah Sow, Kurzfilm und Dokumentation[31]
- 2015: Radio Meta, Hörspiel, Radiosatire, Travestie